# 202P/Scotti
La comète Scotti 2, officiellement 202P/Scotti, est une comète périodique du système solaire, découverte le 14 décembre 2001 par James V. Scotti.